# Ślimak nadobny
Ślimak nadobny (Faustina faustina) – gatunek ślimaka z rodziny ślimakowatych (Helicidae). Gatunek górski, występujący w Karpatach i na Pogórzu Karpackim, z pojedynczymi, izolowanymi stanowiskami na niżu.

## Systematyka
Przedstawiciel licznej rodziny ślimakowatych, jego pozycja systematyczna nie jest pewna (umieszczano go w rodzajach Campylea, Helicigona, Chilostoma, Faustina), a relacje w stosunku do podobnych i występujących w podobnych siedliskach gatunków (ślimaka Rossmaesslera i ślimaka tatrzańskiego) pozostają bliżej nieustalone. Według najnowszej propozycji Schileyko – w oparciu morfologię aparatu rozrodczego – włączony do rodzaju Faustina.
W oryginalnej publikacji Rossmässlera obok nazwy gatunkowej figuruje nazwisko «Ziegler», nie wiadomo jednak, czy osoba ta jest autorem opisu gatunku, na którym bazował Rossmässler, czy też osobą, która zebrała holotyp.
W polskiej literaturze naukowej gatunek funkcjonuje pod nazwą Chilostoma faustinum.

### Etymologia nazwy
Nazwa gatunkowa pochodzi od słowa faustus (łac.) – błogi, szczęśliwy, pomyślny.

## Cechy morfologiczne
Muszla spłaszczona, z lekko uniesioną skrętką. Ostatni skręt jest łagodnie zaokrąglony i pozbawiony tępej krawędzi. Dołek osiowy szeroki i głęboki. Warga cienka, wyraźna, biała lub różowawa. Barwa muszli zmienna, brązowawa, rdzawoczerwona, żółta, zwykle z ciemnym paskiem na ostatnim skręcie, od dołu biało obrzeżonym, rzadziej bez paska. Powierzchnia muszli gładka, silnie błyszcząca.
Szerokość muszli: 13–22 mm; wysokość: 7–16 mm .

## Występowanie
Występuje w Karpatach, Sudetach, ma także izolowane stanowiska w Górach Świętokrzyskich i w Puszczy Rominckiej. W Polsce występuje od Bieszczadów po Góry Sowie, na Podkarpaciu, w Jurze Krakowsko-Częstochowskiej, Górach Świętokrzyskich. Poza Polską stwierdzony na terenie Czech, Węgier, Rumunii, Serbii, Słowacji, Ukrainy i Litwy.

## Biologia i ekologia

### Zajmowane siedliska
Gatunek związany z górami, występuje głównie w lasach reglowych, wśród roślinności, na ocienionych skałach lub rumowiskach skalnych. Nie jest związany wyłącznie ze skałami wapiennymi i dolomitami, jak ślimaki tatrzański i Rossmaesslera . Na niżu występuje w zalesionych dolinach potoków. Biologia i ekologia gatunku są słabo poznane. W populacji z Puszczy Rominckiej ślimaki nadobne potrzebują trzech sezonów (przy tempie wzrostu muszli 0,22 skrętu na miesiąc), aby osiągnąć ostateczne rozmiary muszli. Ślimaki są aktywne od kwietnia/maja do października.

## Zagrożenia i ochrona
Zagrożenie dla tego gatunku może stanowić wyspowe rozmieszczenie populacji. Izolacja populacji naraża je na negatywne skutki inbredu, dryfu genetycznego i losowych fluktuacji liczebności, które mogą doprowadzić do wyginięcia. Zagrożeniem może być niszczenie siedlisk – np. w związku z wydobywaniem kopalin, lawinami skalnymi, wycinką lasów, turystyką. W Czerwonej księdze gatunków zagrożonych Międzynarodowej Unii Ochrony Przyrody (IUCN) ma status gatunku najmniejszej troski (LC – least concern).